# Algis Budrys
Algirdas Jonas Budrys, bolj znan kot Algis Budrys, litovsko-ameriški pisatelj, urednik in literarni kritik, * 9. januar 1931, Königsberg, Vzhodna Prusija, Weimarska republika (zdaj Kaliningrad, Rusija), † 9. junij 2008, Evanston, Illinois, Združene države Amerike.
Velja za enega vodilnih predstavnikov skupine ameriških piscev znanstvene fantastike, ki so začeli objavljati v 1950. letih in bili zaslužni za dvig ravni žanra iz polja šunda, pri čemer je na njegovo ustvarjanje občutno vplivala izkušnja odtujenosti ter izgnanstva zaradi vzpona nacizma v domovini. Poleg lastnega ustvarjanja je bil aktiven kot kritik za različne revije na področju znanstvene fantastike in v 1990. letih tudi urednik svoje revije Tomorrow Speculative Fiction.
Ustvarjal je pod številnimi psevdonimi, kot so David C Hodgkins, Ivan ali Paul Janvier, Robert Marner, William Scarff, John A Sentry, Albert Stroud in (v sodelovanju z Jeromeom Bixbyjem) Alger Rome.

## Življenje in delo
Rodil se je v zavedni litovski družini v takratni nemški provinci Vzhodna Prusija in kot otrok doživel Hitlerjev vzpon, spomin na kar ga je močno zaznamoval, leta 1936 pa se je družina preselila v New York, kamor je bil njegov oče poslan kot generalni konzul Litve. Nekaj let kasneje je sledila sovjetska okupacija, po kateri je njegov oče nadaljeval z delom za litovsko vlado v izgnanstvu, ki so jo ZDA priznavale, zato so ostali v državi, Algis pa je bil še več desetletij po tem brez državljanstva. V dobi velike gospodarske krize se je morala družina preživljati s farmo piščancev na podeželju New Jerseyja.
Kljub pretresom se je hitro amerikaniziral in v letih 1947–1949 študiral na Univerzi v Miamiju ter v letih 1951–1952 še na Univerzi Columbia, nato pa pričel ustvarjati, sprva v obliki kratkih zgodb. Hkrati je delal na svojem prvem romanu, ki je prvič izšel v skrajšani obliki pod naslovom False Night (1954) in nato še v razširjeni različici pod naslovom Some Will Not Die (1961). Postapokaliptičnemu prvencu je kmalu sledil drugi, roman Who? (1958), ki se ukvarja z vprašanji odtujenosti in identitete – oba je očitno navdihnila Budrysova osebna izkušnja. Temu je sledil njegov najuspešnejši roman Rogue Moon (1960), ki zdaj velja za klasiko žanra, in leta 1967 še The Amsirs and the Iron Thorn.
V vmesnem času je v različnih revijah objavil približno sto kratkih zgodb, nato pa se je usmeril k finančno varnejši dejavnosti in se lotil urednikovanja ter neleposlovja. Deloval je kot urednik pri različnih založbah in v oglaševalski agenciji Young & Rubicam, v žanru pa se je uveljavil kot kritik in mentor. Njegovo zadnje večje delo je bil roman Michaelmas (1977). V začetku 1980. let se je kot mentor in urednik priključil programu »L. Ron Hubbard Presents Writers of the Future«, kar je vrglo senco na njegovo ustvarjanje, saj ga je javnost povezala z L. Ronom Hubbardom in scientologijo. Šele v tem času je pridobil uraden status rezidenta ZDA in kasneje tudi državljanstvo.
Kontroverznosti ni pripisoval pomena, zato je ostal povezan s Hubbardovim programom skoraj do konca kariere, v 1990. letih pa je poleg tega urejal svojo literarno revijo Tomorrow Speculative Fiction. Napisal je le še eno daljše prozno delo, kratek roman Hard Landing (1993) v katerem je znova uporabil motiv izgnanstva. Umrl je za melanomom v 78. letu starosti na svojem domu v Evanstonu (Illinois).